# オーガスト・ダーレス
オーガスト・ダーレス（August Derleth、August William Derleth、1909年2月24日 - 1971年7月4日）は、アメリカ合衆国ウィスコンシン州ソーク・シティ生まれの小説家、SF作家、推理作家、ホラー作家、出版人。ウィスコンシン大学英米文学科卒。
1926年、17歳のときに『ウィアード・テイルズ』誌に短編「蝙蝠鐘楼」（Bat's Belfry）を発表してデビュー。200点近い著書を持つ多作家。故郷ウィスコンシンを舞台とする地方小説、名探偵ソーラー・ポンズのミステリーで名高い。怪奇小説の分野では、クトゥルフ神話のオーガナイザーおよび出版人として活躍した。

## 概要
デビューの同年ハワード・フィリップス・ラヴクラフトと知り合い、文通のみの関係ながら、1937年に彼が死去するまで親しく交流を続けた。1930年頃からはラヴクラフトの助言を受けつつ『風に乗りて歩むもの』など後にクトゥルフ神話として知られることになる作品を発表している。後輩であるロバート・ブロックの指導をラヴクラフトから任されるなど、彼の信頼が厚かった。
1939年、ドナルド・ワンドレイとともに出版社「アーカム・ハウス」を設立。生前は不遇であったラヴクラフトの作品集の出版が主目的とされるが、フリッツ・ライバーやレイ・ブラッドベリなど多くの著名作家がここから単行本デビューを果たした。ブラッドベリがダーレスのことを「僕の人生を変えてくれた」と語り、またラムジー・キャンベルが「自分にとって彼はただの師ではなく、ずっと巨大な存在だった」と回想するなど、後進の育成と怪奇幻想文学の発展に大きな功績があったとされる。ダーレスの勧めでクトゥルフ神話作品を書くようになったコリン・ウィルソンは「ダーレスはラヴクラフト以上に重要な存在だったのではないかとも思う」と評価している。
また、「ラヴクラフトの残した作品群をクトゥルフ神話として体系化する」「ラヴクラフトの残したメモから新作を書きあげ、ラヴクラフトとの共著として発表する」活動で知られている。
これらラヴクラフトにまつわる活動については、功罪2つの側面があるとされる。「埋もれてしまう可能性もあったラヴクラフトの作品群をクトゥルフ神話として世に知らしめた点」や「新たな作家たちの神話世界への参入を容易にした点」は、ダーレスの功績として評価されている。一方、カール・H・トンプソンが1947年に"The Will of Claude Ashur"を発表したとき、その作中でミスカトニック大学やネクロノミコンが勝手に使用されたことを問題視し、トンプソンのエージェントを務めていたラートン・ブラッシンゲームにワンドレイとの連名で抗議する書簡を送っている。このような振る舞いは作家の神話体系への新規参入を掣肘するものであったと批判されることもある。
かつては、「クトゥルフ神話を体系化する際、ダーレスの個人的な解釈から善悪二元論や四大元素などの要素を付与した結果、ラヴクラフト作品の持つ本質的な要素（例えばコズミック・ホラーなど）が歪曲化された」あるいは「旧支配者と旧神の対立構図についてラヴクラフト自身が提唱した事であるかのような記事を捏造した」として糾弾されることもあった。研究が進み、旧来説の多くが否定されている。
ホラー作品の執筆や編纂活動は有名だが、著名なシャーロキアンでもあり、ベイカー・ストリート・イレギュラーズの古参メンバーだった。シャーロック・ホームズのパスティーシュである「ソーラー・ポンズ」シリーズを発表し、これは数多いホームズ・パスティーシュの中でも著名なシリーズ作品として高い評価を得ている。
1971年7月4日、心臓発作のため死去。そのときサンフランシスコで開催されていたWesterconに出席していたE・ホフマン・プライスは、参加者の動揺を恐れた大会の運営委員がダーレスの訃報をしばらく伏せようとしたと証言している。英国幻想文学協会（en:British Fantasy Society）は、幻想文学の分野におけるダーレスの功績を記念して、彼の死の翌年である1972年にオーガスト・ダーレス賞（1976年以降、英国幻想文学大賞として改称・再編）を制定した。
切手収集家でもあり、1939年には自らが肖像となった切手のようなシールを作成し、シリーズ『サック・プレーリー・サーガ』の宣伝のために使用していた。

## 作品リスト

### 長編 （ペック判事もの）
- ウェイクリー家の殺人 - Murder Stalks the Wakely Family
- 三死人 - Three Who Died
- 恐怖の署名 - Sign of Fear

### 長編 （ラヴクラフトの補作）
- 暗黒の儀式 - The Lurker at the Threshold

### 連作短編・シュルズベリイ博士（Shrewsbury）シリーズ
- アンドルー・フェランの手記 - The Trail of Cthulhu（The House on Curwen Street）
- エイベル・キーンの書置/インスマスの追跡 - The Watcher from the Sky
- クレイボーン・ボイドの遺書 - The Testament of Claiborne Boyd  - The Gorge beyond Salapunco
- ネイランド・コラムの記録 - The Keeper at the Sky
- ホーヴァス・ブレインの物語 - The Black Island

### ソーラー・ポンズ（Solar Pons）シリーズ
- ソーラー・ポンズの冒険 -"In Re: Sherlock Holmes"--The Adventures of Solar Pons
- ソーラー・ポンズの想い出 -The Memoirs of Solar Pons
- Three Problems for Solar Pons
- ソーラー・ポンズの帰還 -The Return of Solar Pons

　　（「帰還」に収録された短編では、「調教された鵜の事件」が論創社『シャーロック・ホームズの栄冠』に収録）
- The Reminiscences of Solar Pons
- ソーラー・ポンズの事件簿 -The Casebook of Solar Pons 吉田誠一訳『ソーラー・ポンズの事件簿』創元推理文庫、1979年
- A Praed Street Dossier
- The Adventure of the Unique Dickensians
- フェアリー氏最後の旅 - Mr. Fairlie's Final Journey　(ソーラー・ポンズ唯一の長編)

日本では2022年に綺想社から2冊が刊行されている。

### クトゥルフ神話短編
マーク・スコラーとの共著が5作品（非神話を除く）、単著が17作品。、ハワード・フィリップス・ラヴクラフトの補作が16作品（邦訳13、未訳3）。
ロバート・E・ハワードの補作
- 黒の詩人 The House in the Oaks （1971）

### その他の中短編
- 蝙蝠鐘楼 - Bat's Belfry
- イーモラの晩餐 - A Dinner at Imora
- ライラックの茂み - The Lilac Bush
- 求める者 - Those Who Seek
- 戻ってきたアンドルー・ベントレー - The Return of Andrew Bentley ※スコラー共著
- 甦った毒牙 - Colonel Markesan ※スコラー共著
- 吹雪の夜 - The Drifting Snow
- 空白の夢魔 - The Lost Day
- パイクマンの墓 - Pikeman
- 淋しい場所 - The Lonesome Place
- エジプトから来た猫 - Balu
- キングスリッジ214番 - Kingsridge 214
- 図書館の殺人鬼 - The Slayers and the Slain
- 黄昏に遊ぶ - Twilight Play
- B17鉄橋の男 - The Man On B-17
- 閉まる扉 - The Closing Door
- 暗い部屋 - A Room in a House
- ポッツの勝利 - Potts' Triumph
- もうひとりの子供 - The Extra Child
- ある家のある部屋 - A Room in a House
- ヘクター - Hector
- 仮面舞踏会 - "Who Shall I Say is Calling?"
- シデムシの歌 - "Sexton, Sexton, on the Wall"
- 黒檀の杖 - The Ebony Stick
- レコード録音機 - The Disc Recorder
- 森の空地 - The Place in the Woods
- 黒い髪の少年 - The Dark Boy
- フォークナー氏のハローウィン - Hallowe'en for Mr.Faulkner
- 幽霊屋敷 - House - With Ghost
- 幽霊 - The Ghost